# SM Mall of Asia Arena
SM Mall of Asia Arena, também conhecida como Mall of Asia Arena ou MoA Arena, é uma arena coberta dentro do complexo SM Mall of Asia, em Bay City, Pasay, Grande Manila, Filipinas. Tem uma capacidade de 15.000 assentos para eventos esportivos e uma capacidade total de 20.000. A arena foi inaugurada oficialmente em 21 de maio de 2012. Possui assentos retráteis e um estacionamento com capacidade para duas mil pessoas.
A SM Mall of Asia Arena é o local alternativo da Associação de Basquetebol Filipina, quando a Smart Araneta Coliseum na Cidade Quezon não está disponível. A arena também é um dos principais locais da Associação Atlética Universitária das Filipinas e a Associação Atlética Colegiada Nacional.

## História
A construção da SM Mall of Asia Arena começou em 2010 e custou cerca de ₱ 3,6 bilhões. O local faz parte do plano diretor do complexo SM Mall of Asia que em 2012 já contava com o Centro de Convenções SMX e os edifícios de escritórios One E-com e Two E-com.
A arena teve sua cerimônia de encerramento do acabamento da estrutura do edifício em setembro de 2011 e foi inaugurada cerca de dois anos depois, após o início do projeto. O primeiro evento público realizado na arena coberta, foi o concerto de duas noites da turnê Born This Way Ball de Lady Gaga, que se iniciou em 21 de maio de 2012. Entretanto, em 12 de junho, foi realizado um evento próprio como parte da cerimônia de abertura da arena. Intitulado de Icons at the Arena: Masters of OPM, o evento contou com a participação de diversos músicos e cantores locais, organizado pela Star Events da ABS-CBN e dirigido por Johnny Manahan com Ryan Cayabyab como diretor musical do concerto.

## Arquitetura edesign
SM Mall of Asia Arena foi projetada pelo escritório de arquitetura Arquitectonica. A instalação foi planejada principalmente como um local para apresentações e jogos de basquete, mas pode ser reconfigurada para acomodar outros tipos de eventos esportivos e de entretenimento. Tem uma capacidade de 15.000 lugares, mas pode acomodar até 20.000 pessoas em sua capacidade total.
A arena coberta fica em uma área de 16.000 metros quadrados em uma área total útil de 52.000 metros quadrados. A área limitada do local significava que parte do edifício se estenderia sobre uma estrada adjacente. Porém, devido a um alto lençol freático, a construção de um estacionamento por níveis no subsolo foi limitada, então se construiu um edifício separado com oito andares de estacionamento, para a acomodação de 1.400 veículos. A fachada do edifício é coberta com unidades de vidro isolante com revestimento low-e e fritted.
A estrutura que abriga o espaço de eventos foi projetada em forma de olho, sustentada por um rodapé de pódio inclinado.

## Instalações
A arena coberta abriga o Premiere Suites, o primeiro camarote de luxo do Sudeste Asiático. O local possui um total de 41 suítes. Um restaurante privativo, o Premiere Café + Lounge, que serve clientes do camarote de luxo.

## Eventos notáveis

### Eventos de entretenimento
A cantora estadunidense Lady Gaga realizou os primeiros concertos na arena, esgotando sua turnê de duas noites, a Born This Way Ball, em 21-22 de maio de 2012. Regine Velasquez foi a primeira artista filipina a realizar um concerto solo e é a artista que mais se apresentou no local. Ao longo dos anos, diversos outros artistas internacionais se apresentaram na arena. Em 2015, o cantor filipino-canadense Darren Espanto tornou-se o artista mais jovem a realizar um concerto solo na arena aos 14 anos. Em 24-25 de fevereiro de 2016, os concertos da Rebel Heart Tour da cantora estadunidense Madonna, foram as apresentações com o valor do ingresso mais caro das Filipinas. A banda japonesa One Ok Rock, tornou-se o primeiro artista do país a liderar um concerto na arena, enquanto o grupo sino-coreano Exo, foi o primeiro artista coreano a realizar dois concertos esgotados na arena, o que foi seguido por outros artistas coreanos como Big Bang, Blackpink, BTS, Seventeen, Twice e Wanna One.
Dois dos quatro grandes concursos de beleza internacionais foram realizados na arena: Miss Terra 2016 em 29 de outubro de 2016, o Miss Universo 2016 em 30 de janeiro de 2017, Miss Terra 2017 em 4 de novembro de 2017 e a seguir, o Miss Terra 2018 em 3 de novembro de 2018.
Desde 2016, a arena recebe as produções da Disney on Ice todo mês de dezembro. Em 30 de abril de 2022, a arena sediou a terceira edição do concurso Miss Universo Filipinas.